# 乍浦路 (上海)
乍浦路是中国上海市虹口区的一条街道，南北走向。南起北苏州路，与乍浦路桥相连，北至衡水路。长1038米，宽8米到19米。中国第一家电影院、中国第一所美术专科学校、中國第一盏电灯均坐落於此，上海市第一届文代会也在这里召开。

## 历史

### 1949年以前
乍浦路为上海公共租界工部局在1864年到1904年之间分段辟筑，以浙江乍浦命名。
1879年5月28日，公共租界工部局电气工程师毕晓浦，在上海虹口乍浦路一座仓库里，试验成功碳极弧光灯，宣告中国第一盏电灯问世。
1908年，西班牙商人雷玛斯在乍浦路11号创办虹口活动影戏园，有250个座位，首映西片《龙巢》，是中国历史上第一家正式电影院。
1912年，乌始光、刘海粟、丁悚、汪亚尘于乍浦路8号创办上海图画美术院（后改名为上海美术专科学校），是国内第一所美术专门学校。
1922年，昆山路口附近建有监理会的景林堂。
1929年2月11日，好莱坞大戏院开幕，地点在今乍浦路408号。1949月12月23 日改胜利电影院。1989年3月被市电影局确定为全市两家艺术电影放映单位之一，改名为畦利艺术电影院。
1930年4月，日本人在今乍浦路439号和471号，建有本愿寺上海分院（西本愿寺）和松岗医院。
1932年2月，日本人在乍浦路341号创办东和馆剧场，正式对外开放。 按日本人习惯剧场不设座位，观众席地而坐，舞台设有旋转台，以演出日本话剧为主，兼映日本影片。民国34年改胜利剧场，再改文化会堂。1949年6月28日改解放剧场。

### 1949年以后
1980年代末，乍浦路形成上海的美食街。1990年代中期，乍浦路的个体饭店已经超过100家。
2023年底至2024年初，陈可辛导演的电影《酱园弄》在乍浦路佈景以及取景拍攝。

## 沿线优秀历史建筑
- 乍浦路桥
- 西本愿寺-乍浦路455号
- 亚斯公寓-现浦西公寓，乍浦路199—215号
- 景林堂-乍浦路260号

## 沿线设施（南向北）
- 上海苏宁宝丽嘉酒店
- 中美信托金融大厦
- 星萃中心
- 虹口区图书馆(乍浦分馆)
- THE PEARL珍珠剧场
- 利通广场
- 四川北路公园

## 交会道路（南向北）
- 北苏州路
- 天潼路
- 武昌路
- 蟠龙街
- 塘沽路
- 昆山路
- 海宁路
- 北海宁路
- 武进路
- 衡水路